# Radio Eulach
Radio Eulach war ein Schweizer Privatradio, das in Winterthur produziert wurde. Es existierte von 1984 bis zur Fusion mit zwei anderen Sendern zu Radio Top 1998. Das Programm wurde zuerst auf 102,1 MHz, später auf 107,2 MHz übertragen.

## Geschichte
Mit der erstmaligen Konzessierung von Privatradios erhielt Radio Eulach kurz vor den Sommerferien 1983 vom BAKOM zusammen mit 35 anderen Lokalradios die Konzession erteilt. Das Radio konnte sich damit gegen sechs Konkurrenten aus der Region Winterthur durchsetzen, die sich ebenfalls für eine Konzession beworben haben. Ein Mitgrund für den Erfolg bei der Konzessionierung könnte dabei das Budget gespielt haben, das mit 780'000 Franken das höchste unter den Bewerbern war. Die damaligen Initianten des Radios waren Peter Spälti (CEO der Winterthur Versicherungen), Hans-Jörg Hüppi (Bauunternehmer) und Albert Bangerter (Journalist) und kamen alle aus FDP-Kreisen. Später stiess Günter Heuberger, der Sohn von Robert Heuberger, dazu; er wurde zum Verwaltungsratspräsidenten gewählt und übernahm wenig später auch die Geschäftsführung.
Am 1. Januar 1984 startete das zu dieser Zeit noch klar bürgerliche Radio seinen Sendebetrieb aus dem Studio im Einkaufszentrum Neuwiesen, in das man direkt reinsehen konnte. Der Sender ging damit zwei Monate später auf Sendung als die meisten anderen Lokalradios, da man zuerst weder ein Studio noch eine Sendeantenne besass, die man schlussendlich in Brütten aufbauen konnte.
Beim Sendestart beschäftigte Radio Eulach 14 festangestellte und 24 freie Mitarbeiter. Fünf Monate nach Aufnahme des Sendebetriebs wurde allerdings die fünfköpfige Nachrichtenredaktion bereits wieder entlassen, da diese aus Sicht des freisinnigen Verwaltungsrats und der Geschäftsleitung politisch zu links waren.
Mit der Zeit entwickelte sich das bürgerliche Radio danach zu einem gewöhnlichen Lokalradio. Moderatoren von Radio Eulach waren unter anderem Herbert Kramer (späterer Stadtratskandidat der Autopartei), Jann Billeter und Philippe Soutter.
Am 1. Januar 1998 kam es zur Fusion mit den kleineren Radios Wil und Thurgau zum Radio Top, wobei das ehemalige Radio Eulach als grösster Fusionspartner die Hälfte der Aktienanteile übernehmen konnte und Günter Heuberger der Geschäftsführer des neuen Radios wurde und auch noch bis heute ist.